# Saison 2018-2019 du Grenoble Foot 38
Maillots
Dernière mise à jour : 16 avril 2024.
Chronologie
Saison précédente Saison suivante
La saison 2018-2019 du Grenoble Foot 38 voit le retour de l'équipe première dans le monde professionnel. Sept ans après sa faillite en juillet 2011 et son retour dans le football amateur français, le club dauphinois retrouve l'antichambre de l'élite française avec deux promotions consécutives et un barrage gagné contre leurs homologues rhônalpins du FBBP 01. Le club se retrouve donc engagé en Ligue 2, en Coupe de France et également en Coupe de Ligue avec le retour du statut professionnel. L'équipe est entrainée par Philippe Hinschberger qui remplace Olivier Guégan sur le banc de touche grenoblois.

## Nouvelle saison, nouvel entraîneur
Le retour du Grenoble Foot 38 dans l’antichambre de l’élite française fut marqué par un changement d’entraineur. En effet, malgré un bilan plutôt satisfaisant (deux montées consécutives), Max Marty et Stéphane Rosnoblet ont pris la décision de ne pas reconduire Olivier Guégan au poste d’entraineur. Ce divorce entre le natif de Longjumeau et le club de la capitale des Alpes s’explique par divers raisons. Tout d’abord, des désaccords contractuels relatifs à la durée du contrat du technicien grenoblois mais également à la présence d’un adjoint sur le banc de touche permettent d’expliquer le départ d’Olivier Guégan. Au-delà de ces divergences contractuelles, des divergences sportives concernant le recrutement et la vente de joueurs ainsi que des tensions personnelles entre la direction grenobloise et l’ancien entraineur rémois ont scellé le destin de ce dernier.
Malgré l’évocation de plusieurs successeurs potentiels à Olivier Guégan tels que Jean Louis Garcia, Pascal Dupraz ou encore Hervé Della Maggiore, la direction grenobloise a finalement accordé sa confiance à Philippe Hinschberger. Passé notamment par Niort, Le Havre et Metz, le nouveau technicien grenoblois eut la charge de l’effectif du club isérois dès la reprise des entrainements, le 25 juin 2018.

## La pré-saison grenobloise
Dans la continuité de la reprise des entraînements, Philippe Hinschberger et le staff grenoblois avaient prévus cinq matchs amicaux. Cela a permis aux grenoblois de peaufiner leurs automatismes en vue de la reprise du championnat au Stade des Alpes contre Sochaux.
Cette préparation s’est soldée par un bilan plutôt mitigé (1 victoire, 3 nuls et 1 défaite). En effet, après trois matchs nul (1-1 contre le Mouloudia Club d’Alger à Saint-Priest-en-Jarez puis 1-1 et 0-0 contre respectivement le Gazélec Ajaccio et Bourg en Bresse à Sassenage), les Grenoblois ont connu leur premier succès dans cette préparation estivale. Une victoire sur le score fleuve de 5 buts à 0 dans le derby des Alpes face à Annecy, pensionnaire de National 2.
Cette préparation s’est conclue par une confrontation face à Châteauroux le 21 juillet 2018 à Vichy, moins d’une semaine avant la reprise du championnat. Malgré une rencontre engagée et pendant longtemps indécise, les isérois ont fini par craquer et s’inclinent deux buts à un. Une rencontre qui marque donc le premier revers des hommes de Philippe Hinschberger lors de cette saison 2018-2019.
Une préparation durant laquelle les grenoblois se seront montrés solides défensivement (4 buts encaissés en 5 matchs) mais auront connus des difficultés à conclure leurs occasions malgré un festival offensive face à une équipe anneciennes évoluant deux divisions en dessous d’eux. Ces matchs amicaux auront tout de même permis à des joueurs de se mettre en valeur comme c’est le cas pour Corentin Tirard, Alharabi El-Jadeyaoui mais également Ryan Sanusi et Youssouf M’Changama recrutés durant le mercato estival et qui se seront montrés complémentaires au milieu de terrain.
| Date            | Adversaire             | Lieu                  | Score |
| --------------- | ---------------------- | --------------------- | ----- |
| 6 juillet 2018  | Mouloudia Club d'Alger | Saint-Priest-en-Jarez | 1-1   |
| 11 juillet 2018 | GFC Ajaccio            | Sassenage             | 1-1   |
| 14 juillet 2018 | FBBP 01                | Sassenage             | 0-0   |
| 17 juillet 2018 | FC Annecy              | La Rochette           | 5-0   |
| 21 juillet 2018 | LB Châteauroux         | Vichy                 | 1-2   |

## Ligue 2

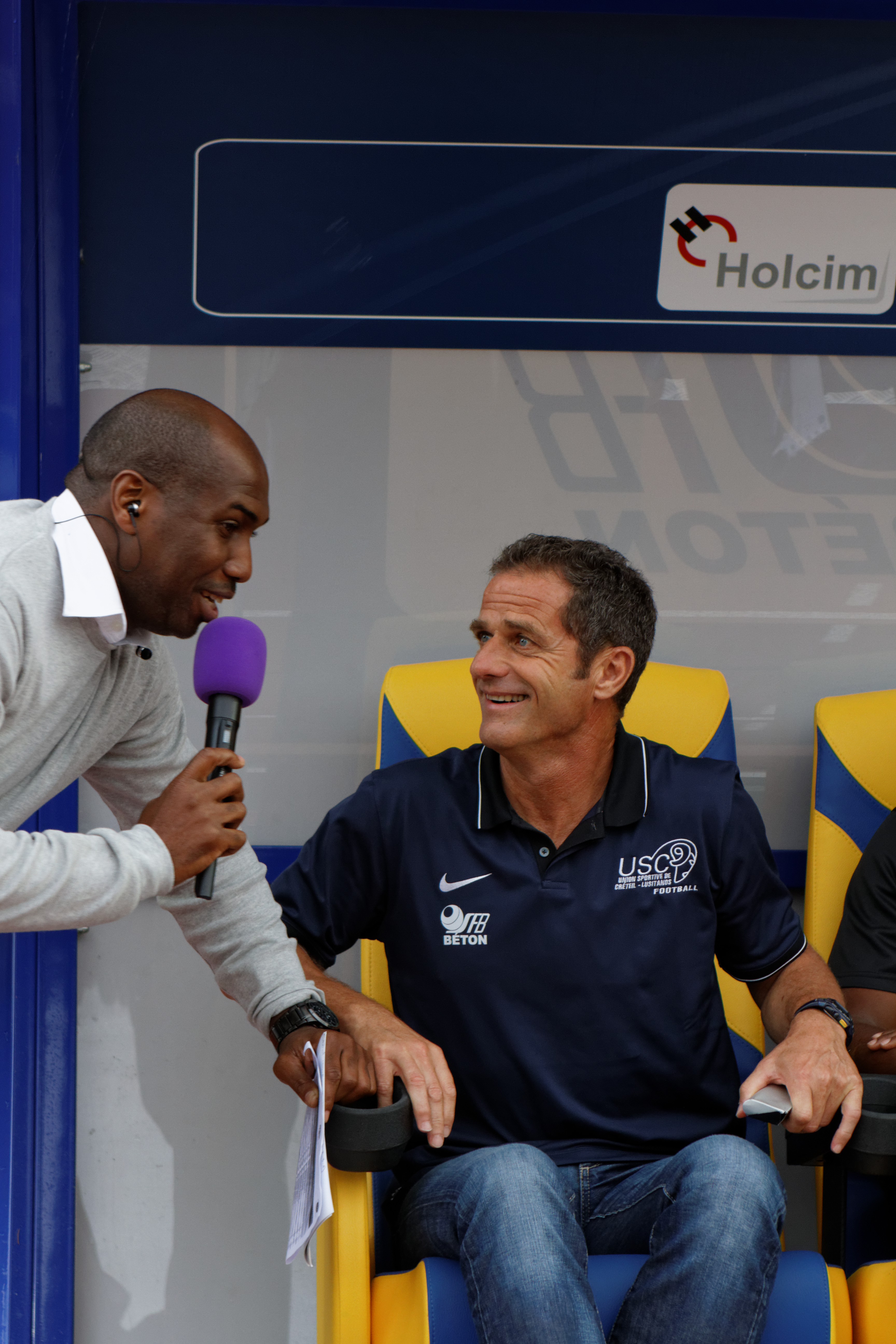
Philippe Hinschberger au micro de Robert Malm pour Bein Sport en amont de la rencontre opposant Créteil à Châteauroux,le 8 avril 2014

Le tableau résume l'ensemble des rencontres de championnat de Ligue 2 
| Date              | Journée | Adversaire          | Lieu | Score | Buteurs GF38                   | Points | Class. | Public |
| 27 juillet 2018   | J01     | FC Sochaux          | Dom. | 1-0   | Chergui                        | 3      | 7e     | 7 032  |
| 3 août 2018       | J02     | Le Havre AC         | Ext. | 1-1   | Spano-Rahou                    | 4      | 8e     | N/A    |
| 10 août 2018      | J03     | Chamois niortais FC | Dom. | 1-0   | Benet                          | 7      | 5e     | 6 381  |
| 17 août 2018      | J04     | GFC Ajaccio         | Ext. | 2-0   | -                              | 7      | 8e     | N/A    |
| 24 août 2018      | J05     | LB Châteauroux      | Dom. | 0-0   | -                              | 8      | 5e     | 6 523  |
| 3 septembre 2018  | J06     | FC Lorient          | Ext. | 1-0   | -                              | 8      | 11e    | N/A    |
| 14 septembre 2018 | J07     | Valenciennes FC     | Dom. | 4-2   | Chergui, Sotoca x2, Taravel    | 11     | 9e     | 6 091  |
| 21 septembre 2018 | J08     | Stade brestois 29   | Dom. | 1-2   | Chergui                        | 11     | 9e     | 6 646  |
| 28 septembre 2018 | J09     | Red Star FC         | Ext. | 2-3   | Chergui, Benet, M'Changama     | 14     | 8e     | N/A    |
| 5 octobre 2018    | J10     | Clermont Foot 63    | Dom. | 1-0   | Coulibaly                      | 17     | 6e     | 6 393  |
| 19 octobre 2018   | J11     | AS Nancy-Lorraine   | Ext. | 1-2   | Vandenabeele, Sotoca           | 20     | 5e     | N/A    |
| 26 octobre 2018   | J12     | ES Troyes AC        | Dom. | 0-2   |                                | 20     | 5e     | 7 114  |
| 3 novembre 2018   | J13     | US Orléans          | Ext. | 0-3   | Sotoca x2, M'Changama (pén)    | 23     | 5e     | N/A    |
| 9 novembre 2018   | J14     | AC Ajaccio          | Dom. | 2-0   | Elogo, Sotoca                  | 26     | 5e     | 6 247  |
| 24 novembre 2018  | J15     | RC Lens             | Ext. | 0-0   | Spano-Rahou                    | 27     | 5e     | N/A    |
| 1er décembre 2018 | J16     | FC Metz             | Dom. | 1-1   | Vandenabeele                   | 28     | 5e     | 8 841  |
| 4 décembre 2018   | J17     | AS Béziers          | Ext. | 0-3   | Chergui, M'Changama, Elogo     | 31     | 4e     | N/A    |
| 14 décembre 2018  | J18     | Paris FC            | Dom. | 0-1   |                                | 31     | 5e     | 6 416  |
| 21 décembre 2018  | J19     | AJ Auxerre          | Ext. | 4-0   |                                | 31     | 7e     | N/A    |
| 12 janvier 2019   | J20     | Le Havre AC         | Dom. | 0-0   |                                | 32     | 7e     | 5 262  |
| 18 janvier 2019   | J21     | Chamois niortais FC | Ext. | 1-1   | Sotoca                         | 33     | 8e     | N/A    |
| 25 janvier 2019   | J22     | GFC Ajaccio         | Dom. | 1-1   | Grange                         | 34     | 9e     | 4 778  |
| 1er février 2019  | J23     | LB Châteauroux      | Ext. | 2-2   | Grange, Chergui                | 35     | 9e     | N/A    |
| 8 février 2019    | J24     | FC Lorient          | Dom. | 0-1   |                                | 35     | 9e     | 5 747  |
| 15 février 2019   | J25     | Valenciennes FC     | Ext. | 3-2   | M'Changama, Sotoca             | 35     | 9e     | N/A    |
| 22 février 2019   | J26     | Stade brestois 29   | Ext. | 3-1   | M'Changama                     | 35     | 10e    | N/A    |
| 1er mars 2019     | J27     | Red Star FC         | Dom. | 2-0   | Sotoca x2                      | 38     | 9e     | 5 822  |
| 8 mars 2019       | J28     | Clermont Foot 63    | Ext. | 1-1   | Sanusi                         | 39     | 9e     | N/A    |
| 15 mars 2019      | J29     | AS Nancy-Lorraine   | Dom. | 1-0   | Grange                         | 42     | 10e    | 5 663  |
| 29 mars 2019      | J30     | ES Troyes AC        | Ext. | 2-1   | Boussaha                       | 42     | 10e    | N/A    |
| 5 avril 2019      | J31     | US Orléans          | Dom. | 0-4   |                                | 42     | 10e    | 6 234  |
| 12 avril 2019     | J32     | AC Ajaccio          | Ext. | 1-2   | Elogo, Belvito                 | 45     | 9e     | N/A    |
| 20 avril 2019     | J33     | RC Lens             | Dom. | 0-2   |                                | 45     | 10e    | 8 820  |
| 23 avril 2019     | J34     | FC Metz             | Ext. | 1-1   | Sotoca                         | 46     | 10e    | N/A    |
| 26 avril 2019     | J35     | AS Béziers          | Dom. | 4-2   | Chergui x2, M'Changama, Sotoca | 49     | 10e    | 5 716  |
| 3 mai 2019        | J36     | Paris FC            | Ext. | 1-0   |                                | 49     | 9e     | N/A    |
| 10 mai 2019       | J37     | AJ Auxerre          | Dom. | 0-0   |                                | 50     | 9e     | 6 224  |
| 17 mai 2019       | J38     | FC Sochaux          | Ext. | 3-1   | Grange                         | 50     | 9e     | N/A    |

## Classement

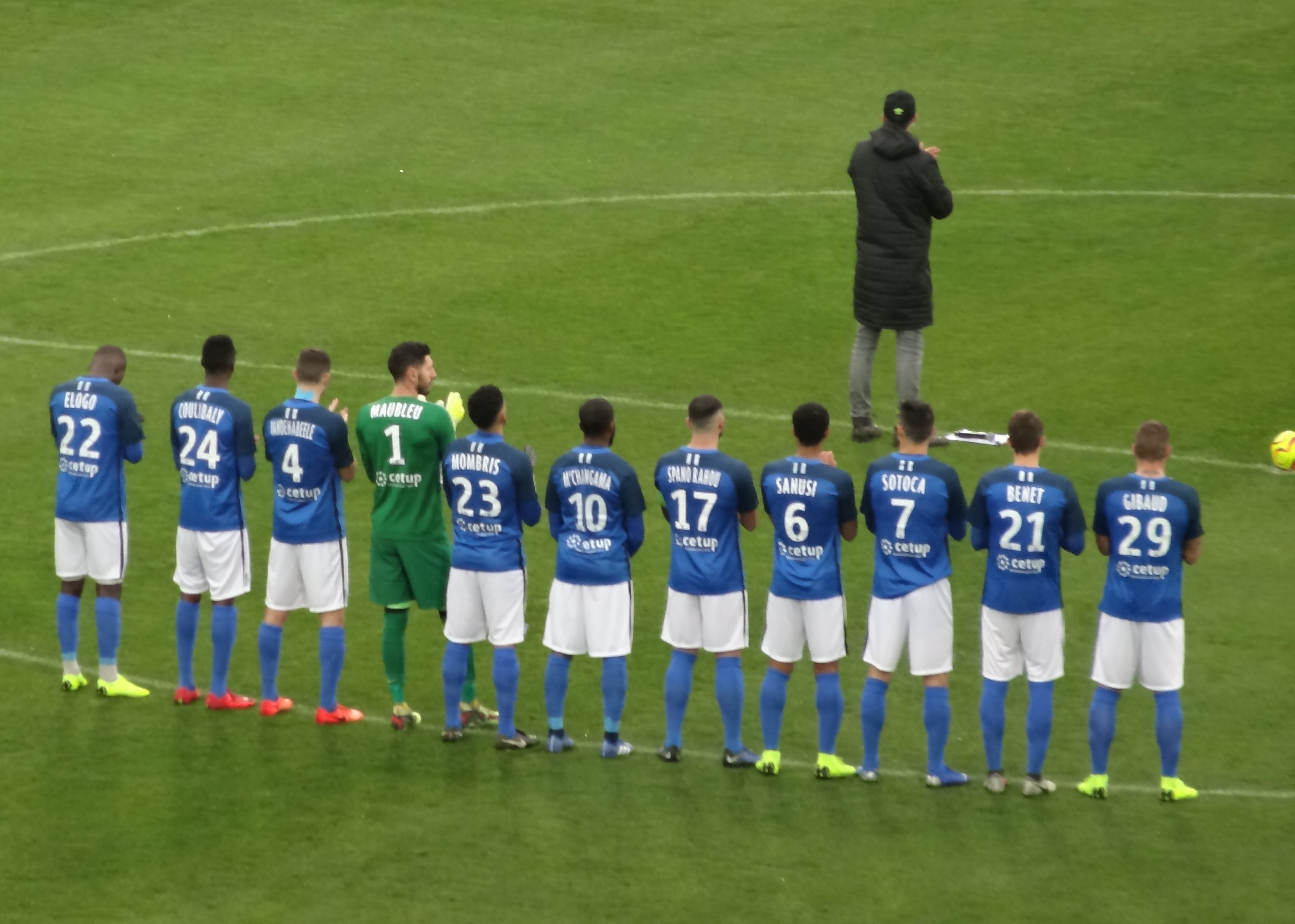
Les joueurs de Grenoble lors du déplacement à Lens en novembre 2018.

## Classement[7]
| Rang | Équipe             | Pts | J  | G  | N  | P  | Bp | Bc | Diff |
| ---- | ------------------ | --- | -- | -- | -- | -- | -- | -- | ---- |
| 7    | Le Havre AC        | 54  | 38 | 13 | 15 | 10 | 45 | 40 | +5   |
| 8    | US Orléans         | 52  | 38 | 15 | 7  | 16 | 51 | 53 | −2   |
| 9    | Grenoble Foot 38 P | 50  | 38 | 13 | 11 | 14 | 43 | 47 | −4   |
| 10   | Clermont Foot 63   | 48  | 38 | 11 | 15 | 12 | 44 | 37 | +7   |
| 11   | LB Châteauroux     | 48  | 38 | 11 | 15 | 12 | 37 | 42 | −5   |

## Coupe de France de football
Le tableau résume l'ensemble des rencontres de Coupe de France 
| Date            | Journée         | Adversaire    | Lieu | Score | Buteurs GF38 | Public |
| 8 décembre 2018 | 8e tour         | Hyères FC     | Ext. | 1-1   | Gibaud       | N/A    |
| 16 janvier 2019 | 1/32e de finale | RC Strasbourg | Dom. | 0-1   | -            | 7 553  |

## Coupe de la Ligue de football

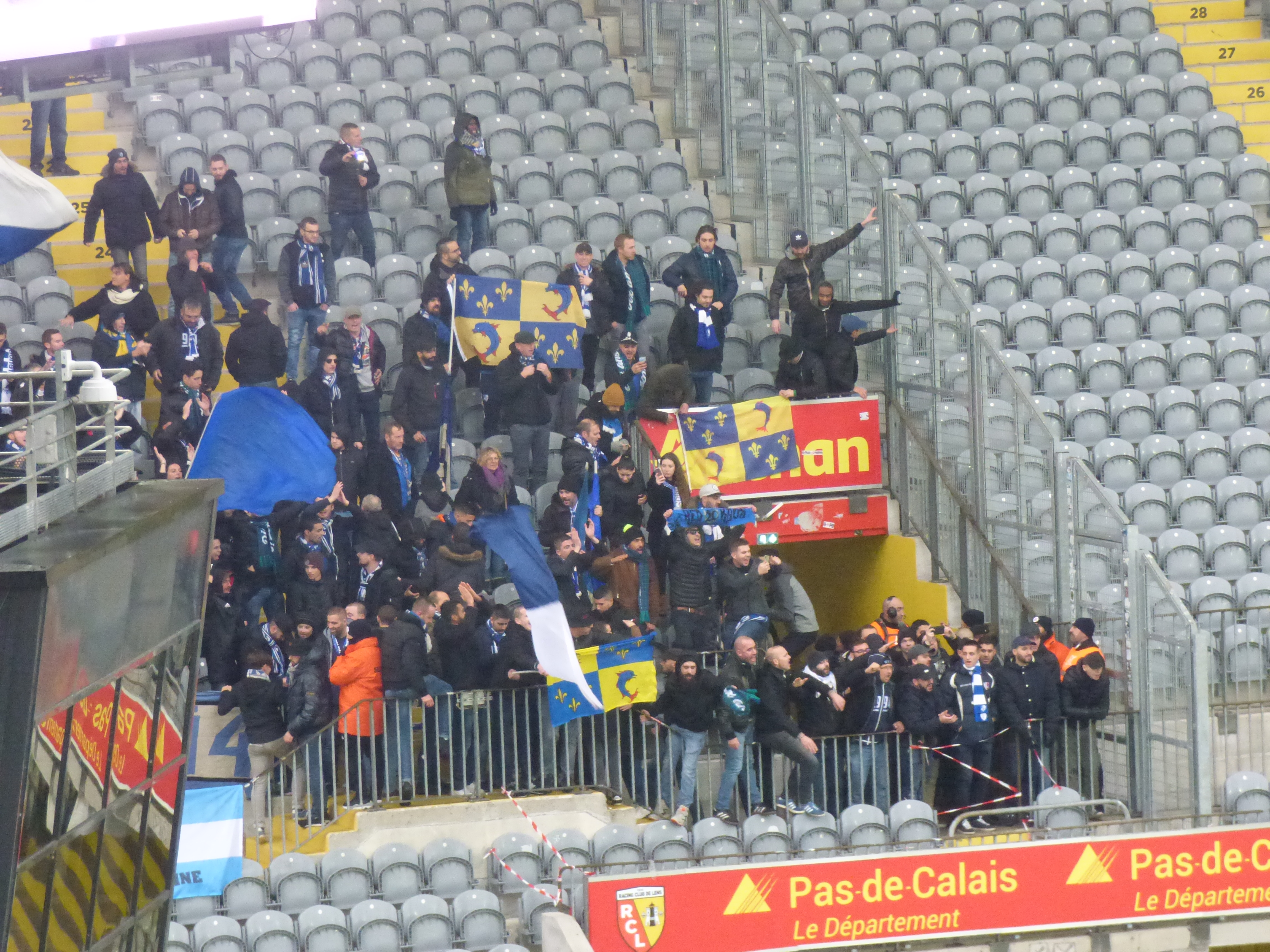
Parcage grenoblois lors du déplacement au Stade Bollaert-Delelis, le 24 novembre 2018

L'aventure grenobloise en Coupe de Ligue fut de courte durée car les hommes de Philippe Hinschberger se sont inclinés  (1-2) sur la pelouse du Stade Saint-Symphorien dès le premier tour.
Le tableau résume cette rencontre de Coupe de la Ligue 
| Date         | Journée  | Adversaire | Lieu | Score | Buteurs GF38 | Public |
| 14 août 2018 | 1er tour | FC Metz    | Ext. | 2-1   | Chergui      | 9 494  |

## Statistiques

### Buteurs[10]
|   | Buteur              | L2 | CDF | CDL | Total |
| - | ------------------- | -- | --- | --- | ----- |
| 1 | Florian Sotoca      | 12 | 0   | 0   | 12    |
| 2 | Malek Chergui       | 8  | 1   | 1   | 10    |
| 3 | Youssouf M'Changama | 6  | 0   | 0   | 6     |
| 4 | Romain Grange       | 3  | 0   | 0   | 3     |
| 4 | Arsène Elogo        | 3  | 0   | 0   | 3     |
| 6 | Jessy Benet         | 2  | 0   | 0   | 2     |
| 6 | Eric Vandenabeele   | 2  | 0   | 0   | 2     |
| 6 | Maxime Spano Rahou  | 1  | 0   | 0   | 1     |
| 6 | Nicolas Taravel     | 1  | 1   | 0   | 2     |
| 6 | Ibrahima Coulibaly  | 1  | 0   | 0   | 1     |
| 6 | Nicolas Belvito     | 1  | 0   | 0   | 1     |
| 6 | Lakdar Boussaha     | 1  | 0   | 0   | 1     |
| 6 | Ryan Sanusi         | 1  | 0   | 0   | 1     |
| 6 | Julien Deletraz     | 0  | 1   | 0   | 1     |
| 6 | 12 buteurs          | 41 | 3   | 1   | 46    |

### Passeurs[10]
|   | Passeur             | L2 | CDF | CDL | Total |
| - | ------------------- | -- | --- | --- | ----- |
| 1 | Youssouf M'Changama | 8  | 0   | 0   | 8     |
| 2 | Florian Sotoca      | 4  | 0   | 0   | 4     |
| 3 | Jérôme Mombris      | 3  | 0   | 0   | 3     |
| 4 | Jessy Benet         | 2  | 0   | 0   | 2     |
| 4 | Harouna Abou Demba  | 2  | 0   | 0   | 2     |
| 6 | Ryan Sanusi         | 1  | 0   | 0   | 1     |
| 6 | Pierre Gibaud       | 1  | 0   | 0   | 1     |
| 6 | Romain Grange       | 1  | 0   | 0   | 1     |
| 6 | Jambul Jighauri     | 1  | 0   | 0   | 1     |
| 6 | Malek Chergui       | 1  | 0   | 0   | 1     |
|   | 6 passeur           | 23 | 0   | 0   | 23    |